# Ohranitveni zakon
Ohranítveni zákon v fiziki trdi, da se določena merljiva značilnost izoliranega fizikalnega sistema ne spremeni, če se spremeni njegovo stanje. Sledi nepopoln seznam ohranitvenih zakonov, ki so do sedaj vedno veljali:
- zakon o ohranitvi energije (vključno z maso) (ali energijski zakon, oziroma prvi zakon termodinamike)
  - izrek o ohranitvi kinetične in potencialne energije
- zakon o ohranitvi mase
- izrek o ohranitvi gibalne količine
- izrek o ohranitvi vrtilne količine
- zakon o ohranitvi naboja
- ohranitev barvnega naboja
- ohranitev magnetnega toka

V fiziki osnovnih delcev obstajajo še drugi ohranitveni zakoni kot na primer ohranitev spina, barionskega števila, leptonskega števila in čudnosti.
Izrek Noetherjeve izraža enakost, ki obstaja med ohranitvenimi zakoni in invariatnostjo fizikalnih zakonov glede na določene transformacije (po navadi jih imenujemo »simetrije«). To velja za sisteme, ki jih lahko opišemo z Lagrangovo funkcijo. Za Hamiltonovo mehaniko obstaja podoben izrek. Časovna invariantnost na primer nakazuje, da se ohranja energija, invariantnost vzporednega premika kaže, da se ohranja gibalna količina, invariantnost vrtenja pa, da se ohranja vrtilna količina.
V mnogih okoliščinah velja veliko ohranitvenih zakonov , opazili pa so tudi izjeme. Takšen primer je kršitev ohranitve parnosti. Vesolje je videti bolj »desnično« kot levično.

## Filozofija ohranitvenih zakonov
- Kar ostane nespremenjeno sredi spremembe

Zamisel, da se nekatere stvari pri razvoju Vesolja ne spremenijo, je dolgo časa navduševala filozofe kot tudi znanstvenike.
Invariante, oziroma količine, ki se ohranjajo, kakor zgleda ohranjajo tisto, kar bi radi poimenovali 'fizikalna stvarnost' in njihov obstoj ima večji pomen kot pa obstoj drugih fizikalnih količin. Ti zakoni v veliki meri poenostavljajo zgradbo fizikalnih teorij. So odločilna osnova za večino rešitev enačb fizike.